# IT's きたかん
IT'sきたかん (イッツきたかん) は、2010年4月11日から2015年3月22日まで放送された栃木放送と茨城放送を結ぶ同時生放送番組である。
番組では、北関東自動車道(北関、きたかん)で結ばれた茨城県・栃木県の情報を提供する。交通情報・天気予報は、「IT'sきたかん交通情報・天気予報」として放送している。

## 概要
- この番組の前身として、2006年4月より毎週木曜日13:30から10分枠の同時生放送コーナー「きたかんホットライン」があった[1] 。好評につき途中で15分枠に拡大し4年間続いたが、栃木放送「シャラリラ歌謡曲」終了とともに2010年4月1日で終了となり[2][3]、このコーナーを発展させる形で日曜午後の3時間同時生放送ワイド枠として新設したのが当番組である。
- パーソナリティーを茨城放送・栃木放送両局から出しており、一週間ごとに交代する週替わりとなっている。初回放送(2010年4月11日)時は、茨城放送から鹿原徳夫が担当し、2011年10月2日の放送をもって鹿原が降板した。
- それぞれの放送局が制作するので、栃木放送の回と茨城放送の回では放送内容が違うが、番組開始時から栃木放送の回では「きたかん噂の看板ガール」や「きたかん都市伝説」などのコーナーを設けていた。しかし、2011年4月からの放送では「きたかん言葉ジャンクション」などのコーナーを新設し、番組内容を大幅に変更している。（茨城放送は放送開始時から特に大幅な内容変更はしていない）
- 茨城放送の回では鹿原が茨城県内の各地を回る｢かばらじおんがイク！｣というコーナーがあった（鹿原の降板とともに終了）。2010年5月9日の放送では、水戸市から宇都宮市まで路線バスを使って（茨城→栃木の県北のルート）移動した模様を放送した[4]。鹿原は栃木放送社内で矢野に会おうとしたが、偶然社内にいたCRTアナウンサー中山湖に矢野の不在を告げられた。
- 2011年3月11日の東日本大震災前の茨城放送からの回で（放送日失念。水戸の梅まつり開催の時期）、水戸市に来た矢野がゲストとして登場した。
- 矢野が茨城放送の回でゲストとして登場して以来、茨城放送の回では栃木県のレモン牛乳が話題になった事が2回あったが、茨城県内でもイオンモール水戸内原やコンビニなどで買う事が出来る。
- たまに特番の関係で番組が休止の時は一局放送になる場合がある[5]。その場合、鹿原が「今週は”I'mきたかん”でお送りします」と言う事がある。”I'mきたかん”の場合には、午後3時台からは女性ゲスト・茨城放送のパーソナリティの誰かが登場していた。[6]
- 「I'mきたかん」最近では2011年6月12日放送分を、太田絵里子（当時株式会社IBS・現茨城放送企画事業部所属のフリーアナウンサー、元スクーピーレポーター）とオスペンギン（吉本興業の茨城に住みます芸人）が担当し番組内で、東北新幹線で移動中の鹿原の携帯電話と中継をつないだ。また、2011年10月2日15時代から太田が出演した。
- 2011年10月23日のIT'sきたかんは、CRTで特別番組が編成され、IBSは第10回茨城放送杯少年サッカー大会決勝の取材のため、古瀬がカシマサッカースタジアムへ行ったための特別編成番組となった。この日は「I'mきたかんスペシャル」と題して、IBSアナウンサー宮田英里（I'mきたかんデビュー）とすいたんすいこう（元笑輝の鈴木賢治と元ひでのりんの黒澤正徳のコンビ）が担当した。
- 2011年11月19日から、IBS制作回のみ新コーナー「またまた来ました！川又啓蔵」が開始された。同コーナーは、IBSレポーター川又啓蔵が茨城県内44市町村から中継を行う。おおむね、10-15分程度の中継を毎時（13,14,15時帯にそれぞれ、放送中に計3回。）ごとに行う。
- メールアドレスは放送局ごとにあて先が異なっていた。従って、茨城担当週はIBSあて、栃木担当週はCRTあてにそれぞれ送ることになっていた。
  - 茨城放送 it@ibs-radio.com
  - 栃木放送 it@crt-radio.co.jp
- なお、radiko（インターネットラジオサイマル放送）では茨城放送・栃木放送とも配信エリアとなる各県内に無料放送、全国向けには「radikoプレミアム・エリアフリー配信」（月額会員制）で聴取できる。
- 2015年3月22日をもって、当番組は終了。栃木放送では同年4月以降も後番組として引き続き斎藤巌、さとうもと子、クックマンがメインパーソナリティーを務める『日曜あそビバ!』がスタートした。

## パーソナリティー
- 茨城放送
  - 鹿原徳夫（2010年4月11日－2011年10月2日）
  - 古瀬俊介（2011年10月9日－2013年3月31日）
  - 柴田明子（2013年4月7日－2015年3月22日）
- 栃木放送
  - 矢野健一（2010年4月18日－2014年11月23日）
  - 斎藤巌 （2014年12月7日－2015年3月15日）

## ・アシスタント / レポーター
- 茨城放送
  - 川又啓蔵（2011年11月19日－2015年3月22日）
- 栃木放送
  - さとうもと子 （2014年12月7日－2015年3月15日）
  - クックマン  （2014年12月7日－2015年3月15日）

## 放送時間
- 日曜日 13:00-16:00

## 番組内BGM
- 番組オープニング・エンディングテーマ 「ワルツ」／スネオヘアー
- IT'sきたかん 交通情報 「go.go.jp」／山弦
- IT'sきたかん 天気予報 「Anything And Everything」／Chieli Minucci